# Bernd Kaufholz
Bernd Kaufholz (* 31. Oktober 1952 in Magdeburg, Sachsen-Anhalt) ist ein deutscher Journalist und Buchautor. Von 1976 bis 2012 war er bei der Magdeburger Volksstimme tätig, von 2012 bis April 2016 im Bereich Presse- und Öffentlichkeitsarbeit der Landesregierung Sachsen-Anhalt. Seit Oktober 2017 ist er erneut Reporter bei der Volksstimme in Magdeburg.

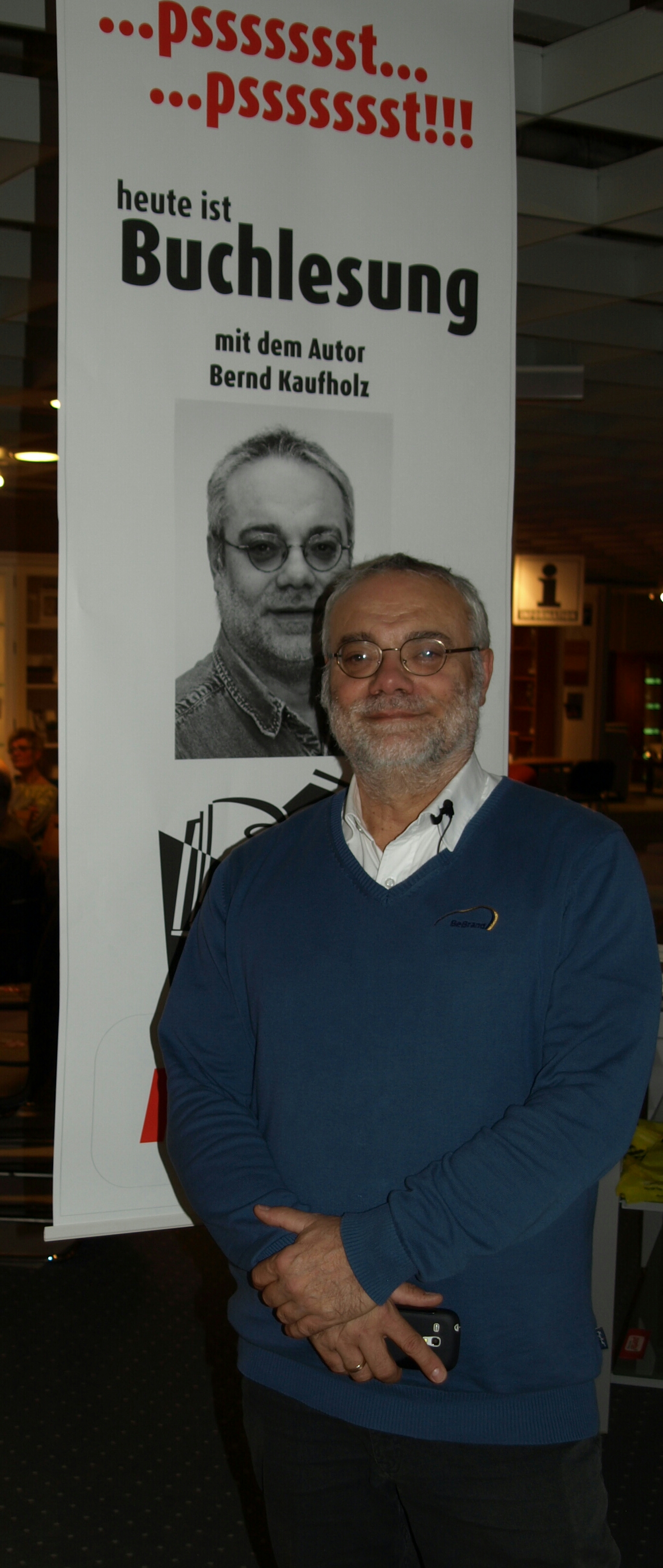
Bernd Kaufholz (2014)

## Leben
Ab 1973 war Kaufholz zunächst als Zerspanungsfacharbeiter im Messgerätewerk „Erich Weinert“ in Magdeburg tätig. Ab 1976 arbeitete er bei der Volksstimme, zunächst als Volontär, dann als redaktioneller Mitarbeiter in der Wirtschaftsredaktion sowie in den Kreisredaktionen Magdeburg und Wanzleben. Von 1980 bis 1983 absolvierte er ein Fernstudium an der Fachschule für Journalistik in Leipzig. 1993 wurde er zum Chefreporter der Volksstimme berufen. Dabei übertrug die Chefredaktion Kaufholz einige  Spezialaufgaben, wie Auslandseinsätze in Kriegs- und Krisengebieten (unter anderem Bosnien und Herzegowina, Demokratische Republik Kongo, Kosovo, Afghanistan).
Seit 30. Oktober 2002 ist er Ehrenkommissar des Landes Sachsen-Anhalt, verliehen durch Innenminister Klaus Jeziorsky (CDU). Zum „Oberkommissar ehrenhalber“ befördert wurde er von Sachsen-Anhalts Innenminister Holger Stahlknecht (CDU) am 25. August 2011 anlässlich des 20. Jahrestages des Landeskriminalamts „Für langjährige Verdienste als Reporter in besonderen Kriminalfällen sowie für die Berichterstattung über die Arbeit der Polizei Sachsen-Anhalts“.
Im August 2012 erfolgte ein Wechsel in den Bereich Presse- und Öffentlichkeitsarbeit der Landesregierung Sachsen-Anhalt. Vom September 2014 bis zum April 2016 war Kaufholz bei der: Landesstraßenbaubehörde Sachsen-Anhalt (Ministerium für Landesentwicklung und Verkehr Sachsen-Anhalt nachgeordnet) im Bereich externe und interne Kommunikation  tätig. Vom 1. Mai 2016 bis zum 15. Oktober 2017 arbeitete er als Freier Journalist. Seit dem 16. Oktober 2017 ist er erneut als Reporter für die Mantelredaktion der Volksstimme Magdeburg tätig.

## Werke
- Tod unterm Hexentanzplatz. Mitteldeutscher Verlag, Halle/S. 1999, ISBN 3-89812-087-2.
- Der Ripper von Magdeburg. Mitteldeutscher Verlag, Halle/S. 2001, ISBN 3-89812-115-1.
- Die Arsen-Hexe von Stendal. Mitteldeutscher Verlag, Halle/S. 2003, ISBN 3-89812-177-1.
- Der Amokschütze aus der Börde. Mitteldeutscher Verlag, Halle/S. 2004, ISBN 3-89812-250-6.
- Der Todesengel mit den roten Haaren. Mitteldeutscher Verlag, Halle/S. 2006, ISBN 3-89812-315-4.
- Der Beilschlächter von Osterwieck. Mitteldeutscher Verlag, Halle/S. 2007, ISBN 978-3-89812-413-3.
- Der Muttermörder mit dem Schal. Mitteldeutscher Verlag, Halle/S. 2008, ISBN 978-3-89812-535-2.
- Der Würger im Strohsack. Mitteldeutscher Verlag, Halle/S. 2009, ISBN 978-3-89812-598-7.
- Mord für 40 Ostmark. Mitteldeutscher Verlag, Halle/S. 2010, ISBN 978-3-89812-703-5.
- Das Leichenpuzzle von Anhalt. Mitteldeutscher Verlag, Halle/S. 2019, ISBN 978-3-96311-109-9.
- Das Beil des Henkers Reindel. (= Best of. Band 1). Mitteldeutscher Verlag, Halle/S. 2019, ISBN 978-3-96311-209-6.
- Todesschreie an der Waisenhausmauer. (= Best of. Band 2). Mitteldeutscher Verlag, Halle/S. 2019, ISBN 978-3-96311-210-2.
- Die Rohrleiche von Graben 13. (= Best of. Band 3). Mitteldeutscher Verlag, Halle/S. 2019, ISBN 978-3-96311-211-9.
- Der Hammermord am Hansering. Mitteldeutscher Verlag, Halle/S. 2020, ISBN 978-3-96311-488-5.
- Der Mörder wohnt im selben Haus. Mitteldeutscher Verlag, Halle/S. 2023, ISBN 978-3-96311-753-4

### Kriminalromane
- Tödlicher Skorpion. Mitteldeutscher Verlag, Halle/S. 2014, ISBN 978-3-95462-242-9.
- Das Vermächtnis des Kommissars". Dr. Ziethen Verlag, Oschersleben 2016, ISBN 978-3-86289-127-6.

### Reportagen aus Kriegs- und Krisengebieten
- Im Dienste des alten Europa – Helfer in Kabul und andernorts. Mitteldeutscher Verlag, Halle/S. 2003, ISBN 3-89812-202-6.